# BDC-Marcpol Team/Saison 2013
Dieser Artikel listet Erfolge und Fahrer des Radsportteams BDC-Marcpol in der Saison 2013 auf.

## Erfolge in der UCI Africa Tour
In der Saison 2013 gelangen dem Team nachstehende Erfolge in der UCI Africa Tour.
| Datum    | Rennen                  | Kat. | Sieger        |
| -------- | ----------------------- | ---- | ------------- |
| 4. April | 7. Etappe Tour du Maroc | 2.2  | Mateusz Komar |

## Erfolge in der UCI Europe Tour
In der Saison 2013 gelangen dem Team nachstehende Erfolge in der UCI Europe Tour.
| Datum        | Rennen                                      | Kat. | Sieger           |
| ------------ | ------------------------------------------- | ---- | ---------------- |
| 1. Mai       | Memoriał Andrzeja Trochanowskiego           | 1.2  | Konrad Dąbkowski |
| 28. Juni     | 3. Etappe Course de la Solidarité Olympique | 2.1  | Konrad Dąbkowski |
| 23.–27. Juli | Gesamtwertung Dookoła Mazowsza              | 2.2  | Marcin Sapa      |
| 4. September | 5. Etappe Tour of Bulgaria                  | 2.2  | Marcin Sapa      |

## Abgänge – Zugänge
| Zugänge          | Team 2012                    | Abgänge             | Team 2013                    |
| ---------------- | ---------------------------- | ------------------- | ---------------------------- |
| Jakub Foltyn     | Wibatech-LMGK Ziemia Brzeska | Konrad Kott         | Las Vegas Power Energy Drink |
| Leszek Pluciński | Wibatech-LMGK Ziemia Brzeska | Adam Wadecki        | Las Vegas Power Energy Drink |
| Paweł Bernas     | Neoprofi                     | Dariusz Baranowski  | Unbekannt                    |
| Kamil Grądek     | Neoprofi                     | Dariusz Rudnicki    | Unbekannt                    |
| Adam Pierzga     | Neoprofi                     | Łukasz Ziemka       | Unbekannt                    |
|                  |                              | Wojciech Ziółkowski | Unbekannt                    |

## Mannschaft
| Name               | Geburtstag         | Nationalität |
| ------------------ | ------------------ | ------------ |
| Adrian Banaszek    | 21. Oktober 1993   | Polen        |
| Paweł Bernas       | 24. Mai 1990       | Polen        |
| Konrad Dąbkowski   | 16. Februar 1989   | Polen        |
| Jakub Foltyn       | 12. März 1992      | Polen        |
| Kamil Grądek       | 17. September 1990 | Polen        |
| Kacper Gronkiewicz | 29. Juni 1993      | Polen        |
| Piotr Kirpsza      | 27. Mai 1989       | Polen        |
| Mateusz Komar      | 18. Juli 1985      | Polen        |
| Jarosław Kowalczyk | 23. April 1989     | Polen        |
| Eryk Latoń         | 22. August 1993    | Polen        |
| Adam Pierzga       | 14. November 1984  | Polen        |
| Leszek Pluciński   | 3. Juni 1990       | Polen        |
| Robert Radosz      | 8. Juli 1975       | Polen        |
| Marcin Sapa        | 10. Februar 1976   | Polen        |
| Damian Walczak     | 29. Juli 1984      | Polen        |